# Конвой №4926
Конвой № 4926 — японський конвой часів Другої світової війни, проведення якого відбувалось у вересні 1943-го.
Вихідним пунктом конвою був атол Трук у центральній частині Каролінських островів, де ще до війни створили головну базу японського ВМФ у Океанії. Пунктом призначення став острів Сайпан, де була головна японська база в Маріанському архіпелазі.
До складу конвою увійшли транспорти «Санто-Мару», «Кенрю-Мару» та «Муко-Мару», тоді як охорону забезпечували есмінці «Ікадзучі» та «Юдзукі».
Загін рушив з бази 26 вересня 1943-го, а вранці 29 вересня лише за кілька десятків кілометрів від Сайпану американський підводний човен USS Gudgeon торпедував «Санто-Мару». Втім, судно не затонуло, а було узяте на буксир «Кенрю-Мару» та тієї ж доби приведене на Сайпан, при цьому для їх супроводу вийшли переобладнаний мисливець за підводними човнами «Кійо-Мару № 10» (Kyo Maru No. 10) та переобладнаний тральщик «Секі-Мару № 3». Інші судна також досягнули пункту призначення з додатковою охороною у вигляді переобладнаного тральщика «Фумі-Мару № 2».
«Санто-Мару» проведе тривалий час на Сайпані й лише в березні 1944-го буде приведене на буксирі на ремонт до метрополії (у підсумку переживе війну). Що стосується інших суден конвою № 4926, то «Кенрю-Мару» вже 30 вересня вирушить до Йокосуки разом з «Ікадзучі» та «Юдзукі», а «Муко-Мару» зробить те саме за два тижні в конвої № 4008.